# St. Nikolaus (Neuendorf)

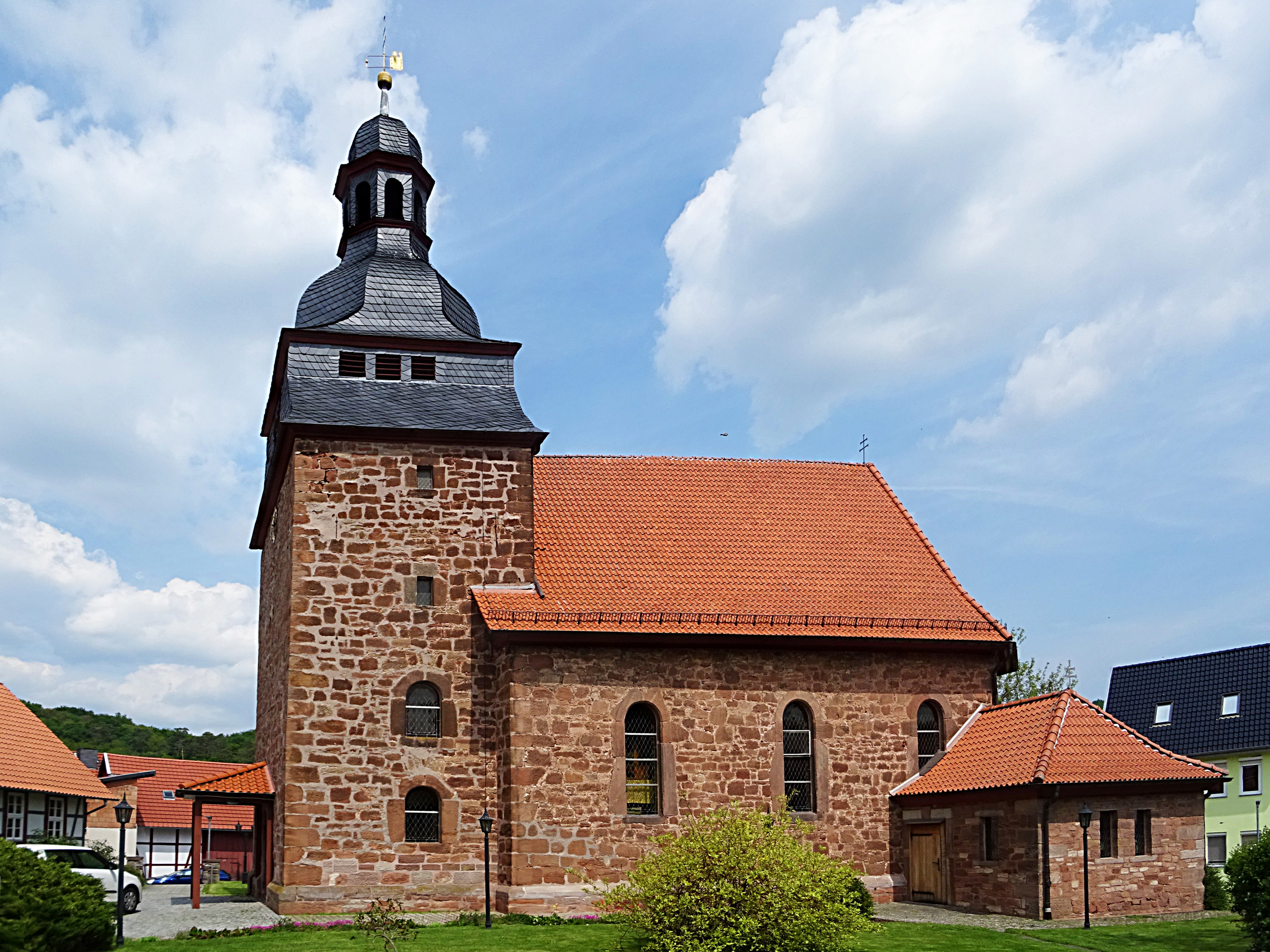
St. Nikolaus

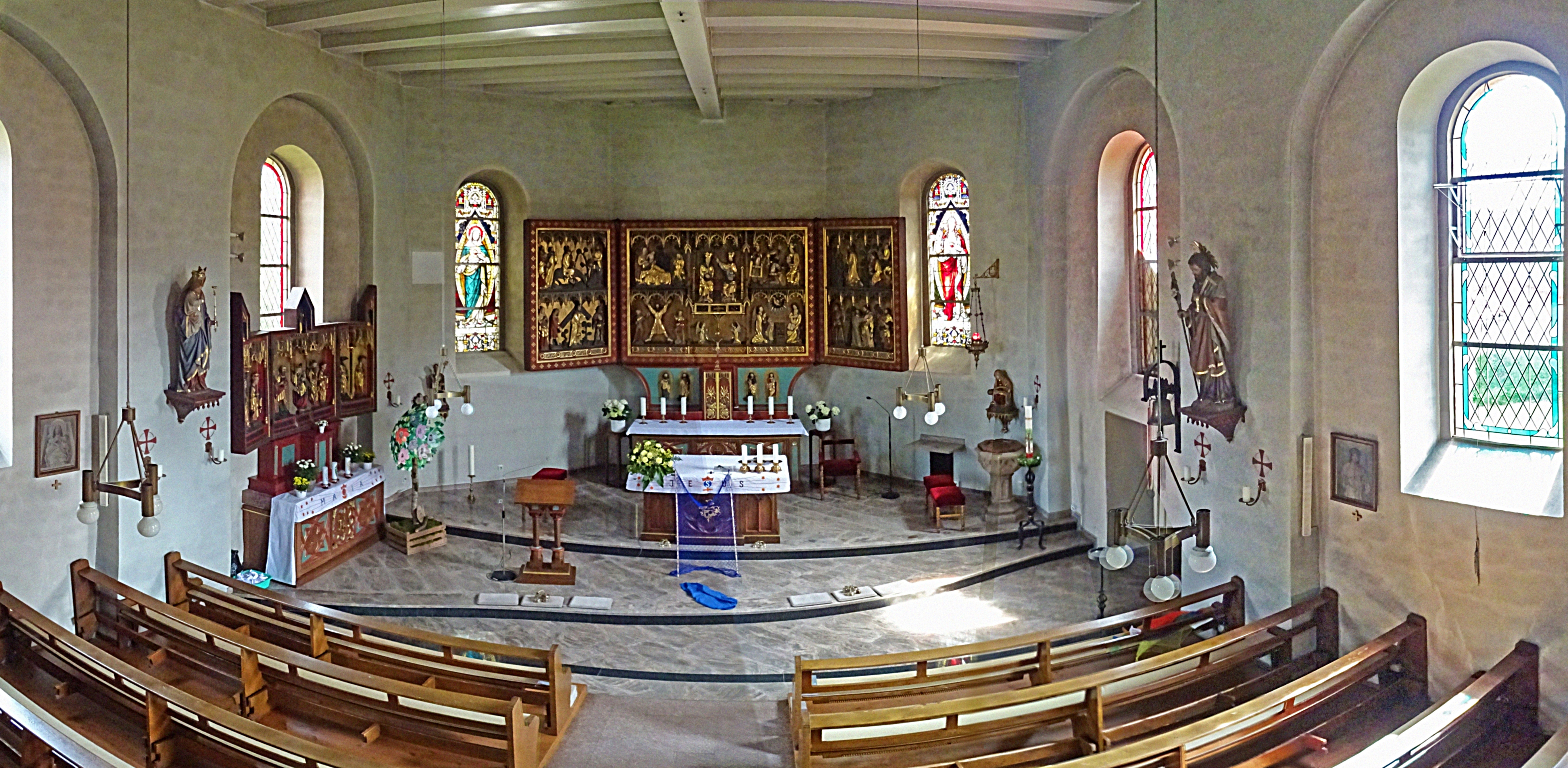
Innenraum-Panorama

Die römisch-katholische Filialkirche St. Nikolaus steht in Neuendorf, in der Gemeinde Teistungen im thüringischen Landkreis Eichsfeld. Sie ist Filialkirche der Pfarrei St. Andreas Teistungen im Dekanat Leinefelde-Worbis des Bistums Erfurt. Sie trägt das Patrozinium des heiligen Nikolaus von Myra.

## Geschichte
Errichtet wurde das Gotteshaus von 1730 bis 1735. Weihbischof Christoph Ignatius von Gudenus aus Erfurt weihte die Dorfkirche am 15. Oktober 1735 ein. In Neuendorf gab es im 12., 13. sowie auch im 14. Jahrhundert eine Pfarrstelle. Man erwähnt aber die wohl schon existierende Kirche nicht. Im 16. Jahrhundert war St. Nikolaus Filial von Nesselröden, im 18. Jahrhundert Pfarrkirche mit den Filialen Glasehausen und Böseckendorf. Seit 1986 ist der Pfarrer von Neuendorf zugleich Pfarrer von Berlingerode mit dortigem Wohnsitz. In Neuendorf sind Kirchenbücher ab 1676 erhalten.

## Ausstattung

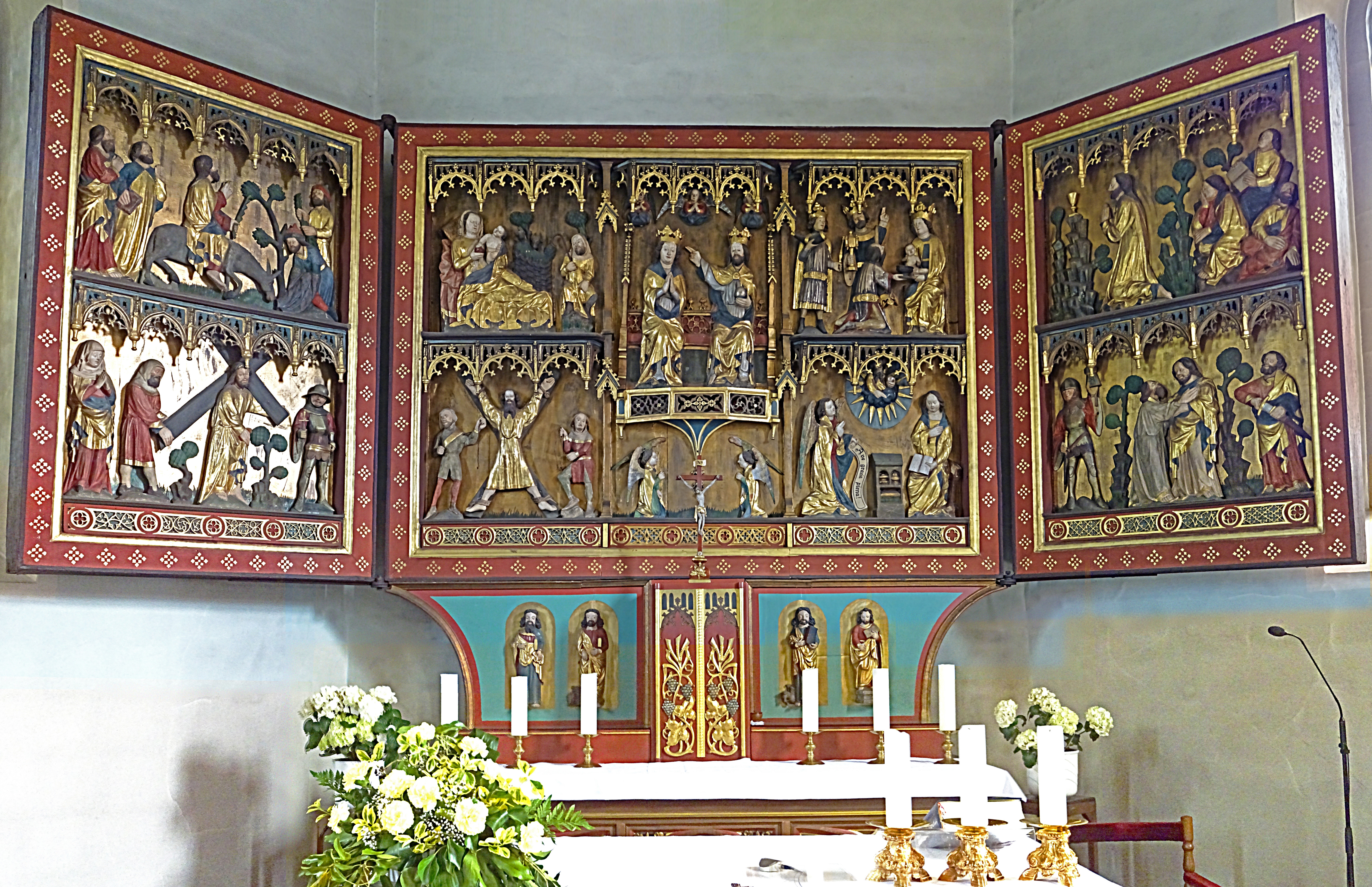
Andreasaltar

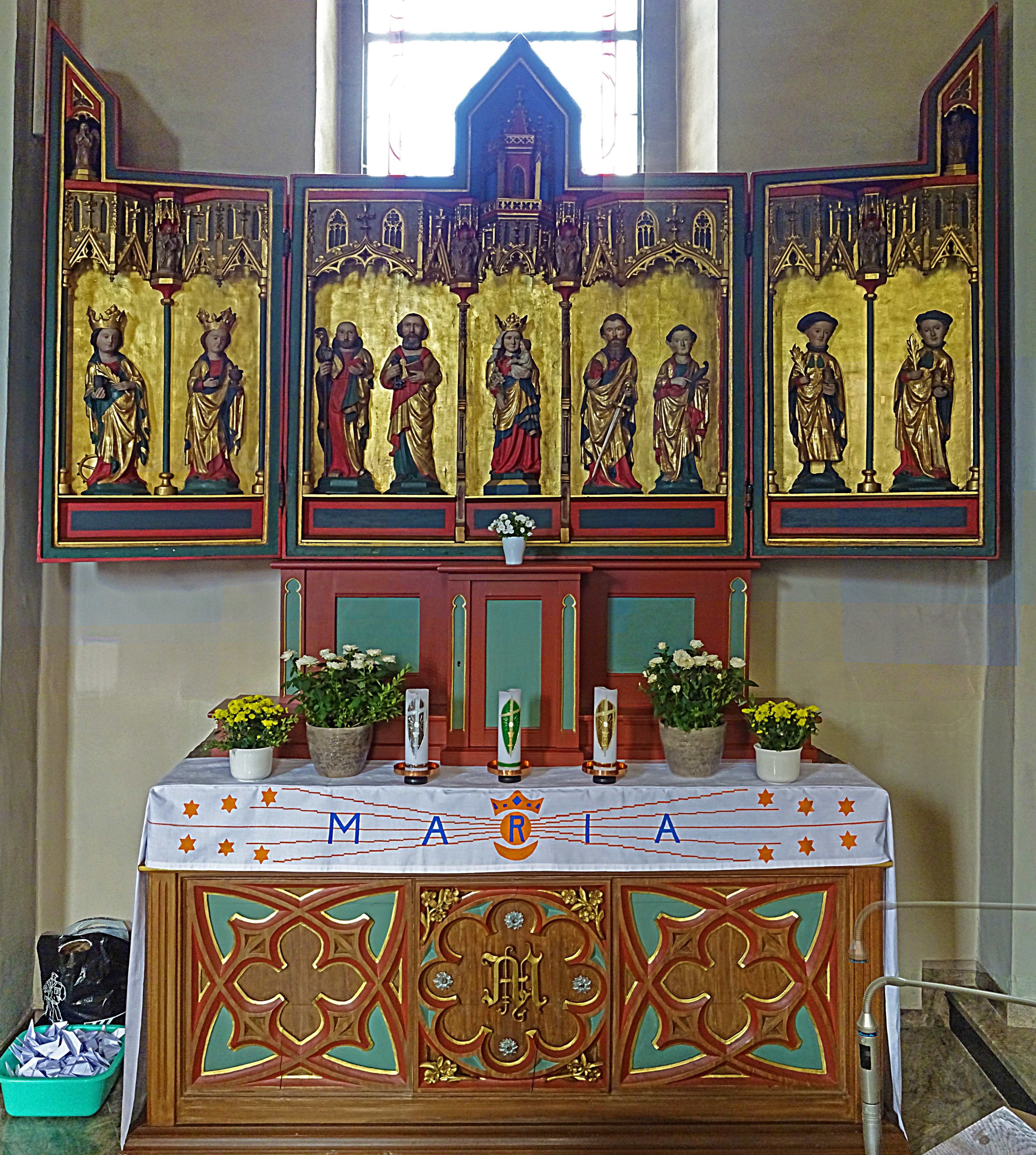
Nebenaltar

Die Kirche besitzt zwei gotische Flügelaltäre, die um 1718 aus dem Kloster Beuren übernommen wurden. Der um 1420 geschaffene spätgotische Hochaltar mit zahlreichen Skulpturen, im Zentrum die Krönung Mariens, ist mit sechs Metern Spannweite der größte Flügelaltar des Eichsfelds. Die geschlossenen Flügel zeigen in Tempera Kreuzigung und Auferstehung Christi.
Der zweite Flügelaltar wurde um 1400 geschaffen und ist ein Marienaltar mit Heiligenskulpturen, dem 1909 noch einige Figuren ergänzend hinzugefügt wurden.

## Orgel

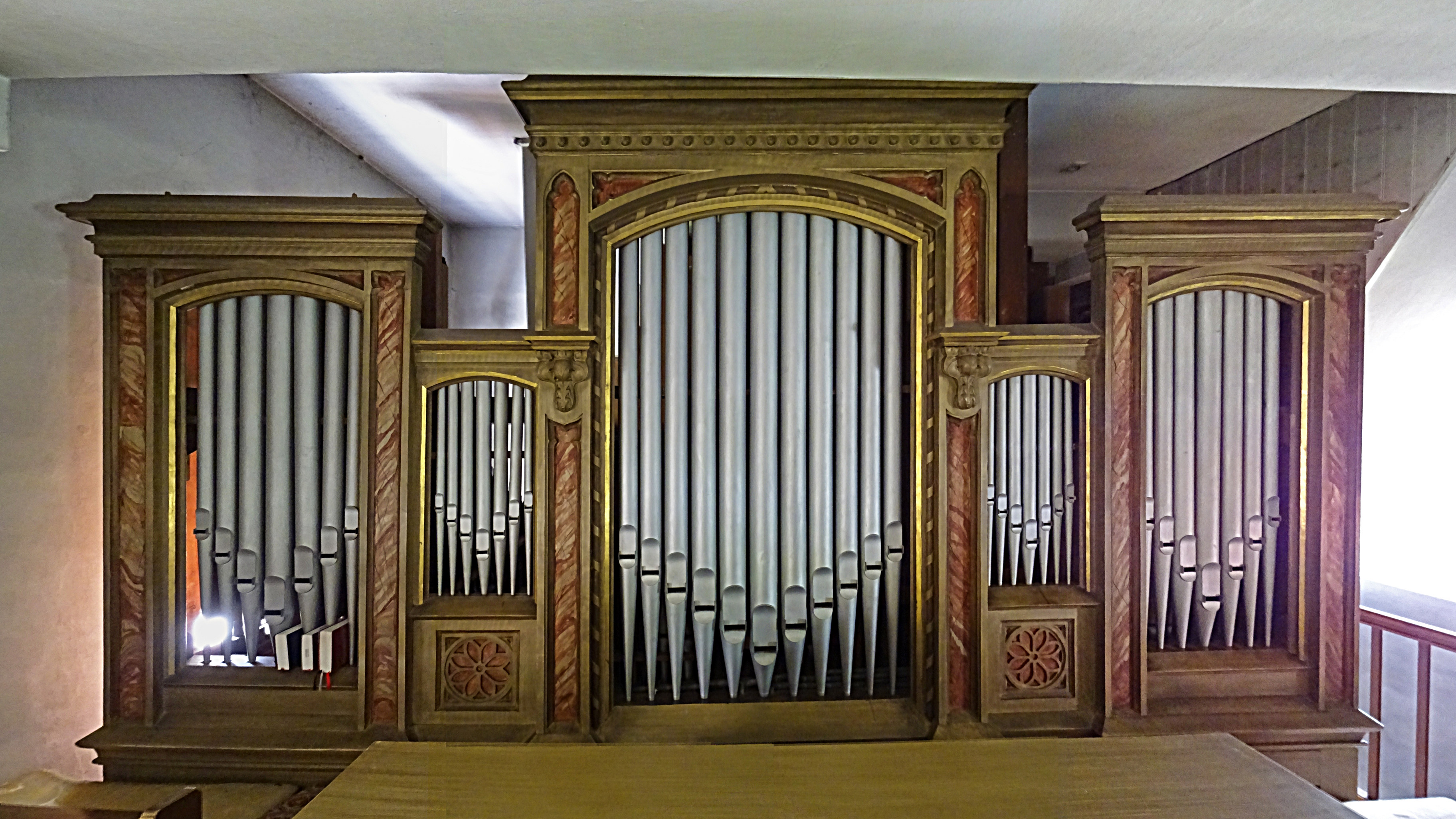
Krell-Orgel

Die Orgel baute 1883 Louis Krell aus Duderstadt.